# Garbatówka (województwo lubelskie)
Garbatówka – wieś w Polsce położona w województwie lubelskim, w powiecie łęczyńskim, w gminie Cyców.
| SIMC    | Nazwa                 | Rodzaj    |
| ------- | --------------------- | --------- |
| 1021174 | Sumińskie Towarzystwo | część wsi |

Miejscowość podlega rzymskokatolickiej parafii Chrystusa Miłosiernego w Urszulinie.
Pod Garbatówką toczył się bój będący epizodem wojny polsko-bolszewickiej 1920 roku zwany jako Bitwa pod Cycowem.
W okresie międzywojennym majątek w Garbatówce, liczący 115 hektarów, był własnością (lub w dzierżawie) Edmunda Ostaszewskiego (1861-1936).
W latach 1975–1998 miejscowość administracyjnie należała do województwa chełmskiego.
Wieś stanowi sołectwo gminy Cyców. Według Narodowego Spisu Powszechnego z roku 2011 wieś liczyła 124 mieszkańców.